# Hrabstwo Moore (Tennessee)
Hrabstwo Moore (ang. Moore County) – hrabstwo w stanie Tennessee w Stanach Zjednoczonych. Obszar całkowity hrabstwa obejmuje powierzchnię 130,38 mil² (337,68 km²). Według szacunków United States Census Bureau w roku 2009 miało 6096 mieszkańców.
Hrabstwo powstało w 1871 roku.

## Miasto
- Lynchburg[4]

| Populacja hrabstwa w poprzednich latach | Populacja hrabstwa w poprzednich latach |
| Rok                                     | Liczba ludności                         |
| --------------------------------------- | --------------------------------------- |
| 1980                                    | 4519                                    |
| 1990                                    | 4721                                    |
| 2000                                    | 5740                                    |
| 2005                                    | 6024                                    |